# Nédélec
Pour les articles homonymes, voir Nédélec (homonymie).
Nédélec est une municipalité de canton du Témiscamingue, en Abitibi-Témiscamingue, au Québec (Canada).

## Toponymie
Le nom de la municipalité Nédélec rappelle le souvenir du père oblat Jean-Marie Nédélec (1834-1896), missionnaire chez les Algonquins des lacs Témiscamingue et Abitibi (1863-1896). Son patronyme vient du mot breton Nedeleg, qui veut dire Noël.

## Histoire
- 1er février 1909 : Fondation du canton de Nédelec.
- 1915 : Constitution de la municipalité du canton de Nédelec.
- 1985 : Le canton de Nédelec devient le canton de Nédélec.
- 7 octobre 1995 : Annexion du territoire non organisé de Roulier (localité jamais érigée en municipalité, établie en 1932 dans le cadre du plan de colonisation Vautrin [3]) au canton de Nédélec.

## Géographie
- Superficie : 369,9 km2

## Démographie
| 1991 | 1996 | 2001 | 2006 | 2011 | 2016 | 2021 |
| ---- | ---- | ---- | ---- | ---- | ---- | ---- |
| 524  | 474  | 429  | 416  | 403  | 356  | 340  |

- Gentilé : Nédélecois, Nédélecoise

## Administration
Les élections municipales se font en bloc pour le maire et les six conseillers.
| Nédélec Maires depuis 2001                                                                                           |               |         |          |
| Élection | Maire         | Qualité | Résultat |
| 2001 | Carmen Rivard |         | Voir     |
| 2005 | Carmen Rivard | Voir    |          |
| 2009 | Carmen Rivard | Voir    |          |
| 2013 | Carmen Rivard | Voir    |          |
| n/d | Lyne Ash      |         | Voir     |
| 2017 | Lyne Ash      | Voir    |          |
| 2021 | Lyne Ash      | Voir    |          |
| Élection partielle en italique Depuis 2005, les élections sont simultanées dans toutes les municipalités québécoises |               |         |          |

## Festival
Depuis 2015 a lieu en juillet le festival de musique rock et hip-hop Summer Love.